# Temporada 1945-1946 del Club Joventut Badalona
La temporada 1945-1946 va ser la 7a temporada en actiu del Club Joventut Badalona des que va començar a competir de manera oficial.

## Resultats
Campionat de Catalunya
En aquesta temporada el Joventut va quedar quart a la primera fase del remodelat Campionat de Catalunya, i també va ser quart a la fase final o de permanència.
Altres Competicins
A la Copa General Orgaz la Penya va caure a quarts de final davant el Círcol Catòlic. Abans, havia derrotat a l'Hispano Francès i al FJ Hospitalet. També va quedar eliminat de la Copa Hernán en la lligueta classificatòria.

## Plantilla
La plantilla del Joventut aquesta temporada va ser la següent:
| Club Joventut Badalona: plantilla 1945-46 |
| Jugadors                                  |
| Josep Gubern                              |
| Vicenç Lleal                              |
| Francesc Cairó                            |
| Domingo                                   |
| Ezequiel Barrios                          |
| Pascual                                   |
| Jaume Valls                               |
| Vilaseca                                  |
| Jou                                       |
| Entrenador                                |
| Xavier Estruch                            |